# Michelle Banga Moundzoula
Michelle Banga Moundzoula, född 30 november 1987, är en friidrottare från Kongo-Brazzaville. Hon deltog vid olympiska sommarspelen 2004.